# کرسر
کرسر یک محیط توسعه یکپارچه (IDE) اختصاصی با پشتیبانی هوش مصنوعی است که برای سیستم‌عامل‌های ویندوز، مک‌او‌اس و لینوکس طراحی شده و با هدف افزایش بهره‌وری توسعه‌دهندگان از طریق ادغام قابلیت‌های هوش مصنوعی در محیط کدنویسی توسعه یافته است. این نرم‌افزار یک فورک از ویژوال استودیو کد است که با ویژگی‌های پیشرفته هوش مصنوعی مانند تولید کد، بازنویسی هوشمند و امکان پرس‌وجو از پایگاه کد (codebase) ارتقا یافته است. کرسر توسط شرکت انی‌اسفیر (Anysphere Inc)، یک آزمایشگاه تحقیقاتی کاربردی در حوزه ساخت سیستم‌های هوش مصنوعی، توسعه داده شده است.
یکی از ویژگی‌های برجسته کرسر، حالت عامل هوشمند (Agent Mode) آن است که می‌تواند وظایف را به‌صورت کامل اجرا کرده و دستورات را به‌سرعت انجام دهد، در حالی که توسعه‌دهندگان را در جریان فرآیند نگه می‌دارد. این نرم‌افزار از افزونه‌های ویژوال استودیو کد پشتیبانی می‌کند و دارای حالت حریم خصوصی (Privacy Mode) است که تضمین می‌کند کدهای کاربر به‌صورت پیش‌فرض به سرورهای خارجی ارسال نشوند، مگر اینکه صراحتاً مجاز شده باشد. کرسر مورد اعتماد شرکت‌های بزرگ فناوری است و اخیراً به ارزش‌گذاری ۹ میلیارد دلار دست یافته که نشان‌دهنده محبوبیت و تأثیر آن بر بهره‌وری توسعه‌دهندگان است.